# مايكل جنكينز (كرة سلة)
مايكل جنكينز (بالإنجليزية: Michael Jenkins)‏ مواليد 6 سبتمبر 1986 في كينستون، هو لاعب كرة سلة أمريكي. بدأ مسيرته الاحترافية في سنة 2008. يلعب مع بستويا باسكت 2000 في ليغا باسكيت الدرجة الأولى كلاعب هجوم خلفي. يحمل الرقم 21. يبلغ طوله 6 قدم 3 بوصة (1.9 م).

## المسيرة الاحترافية
لعب مع نادي بودوشنوست لكرة السلة في سنة 2009، ثم لعب مع تايغرز توبينغن في الدوري الألماني في موسم 2009–2010، ثم لعب مع بالاكانسترو كانتو في الدوري الإيطالي في موسم 2013–2014، ثم لعب مع أوكلاهوما سيتي بلو في سنة 2014، ثم لعب مع تورك تيليكوم في الدوري التركي في موسم 2015–2016.

## روابط خارجية
- مايكل جنكينز على موقع الدوري الأوروبي لكرة السلة (الإنجليزية)
- مايكل جنكينز على موقع كرة السلة الأوروبية.كوم (الإنجليزية)
- مايكل جنكينز على موقع كلية كرة السلة في سبورتس رفرنس.كوم (الإنجليزية)
- مايكل جنكينز على موقع ريلجم (الإنجليزية)
- مايكل جنكينز على موقع بروبوليرز (الإنجليزية)
- مايكل جنكينز على موقع سبورتس رفرنس (الإنجليزية)
- مايكل جنكينز على موقع سبورتس رفرنس (الإنجليزية)